# José Luis Roca
José Luis Roca Millán (Manchones, Zaragoza, España, 14 de febrero de 1934) es un empresario, político y dirigente deportivo español, que fue presidente de la Real Federación Española de Fútbol entre 1984 y 1988.

## Biografía
Aunque nacido en Manchones, se crio en el pueblo turolense de Alcorisa, donde su padre ejercía de maestro. Profesor mercantil, diplomado por la Escuela Superior de Dirección y Administración de Empresa (ESADE) de Barcelona, se casó y tiene 9 nietas, profesionalmente José Luis Roca se destacó a partir de los años 1940 como empresario de la construcción e industrial de la cerámica. En 1971 constituyó en Vinaroz la empresa Cerámicas y Construcciones Roca SL y fue también diputado en las Cortes de Aragón por Alianza Popular.
Su vinculación con el fútbol llegó a través de varios clubes modestos de Teruel. Fue directivo del Calvo Sotelo de Andorra de Teruel y posteriormente fundó dos equipos: el Calamocha y el Alcorisa, del que también fue presidente. En 1972 ingresó en la Federación Aragonesa de Fútbol y posteriormente relevó a Jaime Dolset en la presidencia.
En 1984 se presentó a las elecciones a la presidencia de la Real Federación Española de Fútbol. Roca fue considerado por la prensa como el candidato continuista de Pablo Porta, a quien la ley impedía revalidar su cargo. En los comicios, celebrados en noviembre de 1984, Roca obtuvo una amplia victoria, con 250 votos, por delante de los 112 de Pedro Hernández Escorial, los 57 de Antonio Baró y uno de Luis Miguel Sabaté.
Roca se mantuvo en el cargo durante cuatro años. Su único mandato estuvo marcado por los enfrentamientos con las administraciones, la Liga Nacional de Fútbol Profesional (LFP) y la Asociación de Futbolistas Españoles (AFE), teniendo incluso que superar un voto de censura en 1987.
A pesar de haber anunciado su posible candidatura en las elecciones de julio de 1988, finalmente, a quince días de los comicios, renunció públicamente a la reelección, a la vez que dimitió como presidente de la junta gestora RFEF, argumentando presiones e injerencias del Consejo Superior de Deportes.